# Ticho (album)
Ticho je název druhého alba zpěvačky Ewy Farné. Bylo vydáno 1. října 2007 a obsahuje 14 skladeb. Za toto album, kterého se prodalo více než 25 000 kusů, získala Ewa Farna platinovou desku.

## Seznam skladeb
| Pořadí         | Název             | Délka |
| -------------- | ----------------- | ----- |
| 1.             | Ticho             | 3:19  |
| 2.             | La la laj         | 3:23  |
| 3.             | Z bláta do louže  | 3:16  |
| 4.             | Ponorka           | 2:17  |
| 5.             | Nemám na vybranou | 3:41  |
| 6.             | Tenkrát           | 4:03  |
| 7.             | Přátelství        | 3:20  |
| 8.             | Blíž ke hvězdám   | 3:16  |
| 9.             | Náhoda            | 3:41  |
| 10.            | Případ ztracenej  | 3:11  |
| 11.            | Něco nám přejte   | 3:50  |
| 12.            | Pošli to dál      | 3:45  |
| 13.            | Směj se           | 3:24  |
| 14.            | Jaký to je        | 3:02  |
| Celková délka: | Celková délka:    | 47:35 |